# Venus Verticordia (diosa romana)

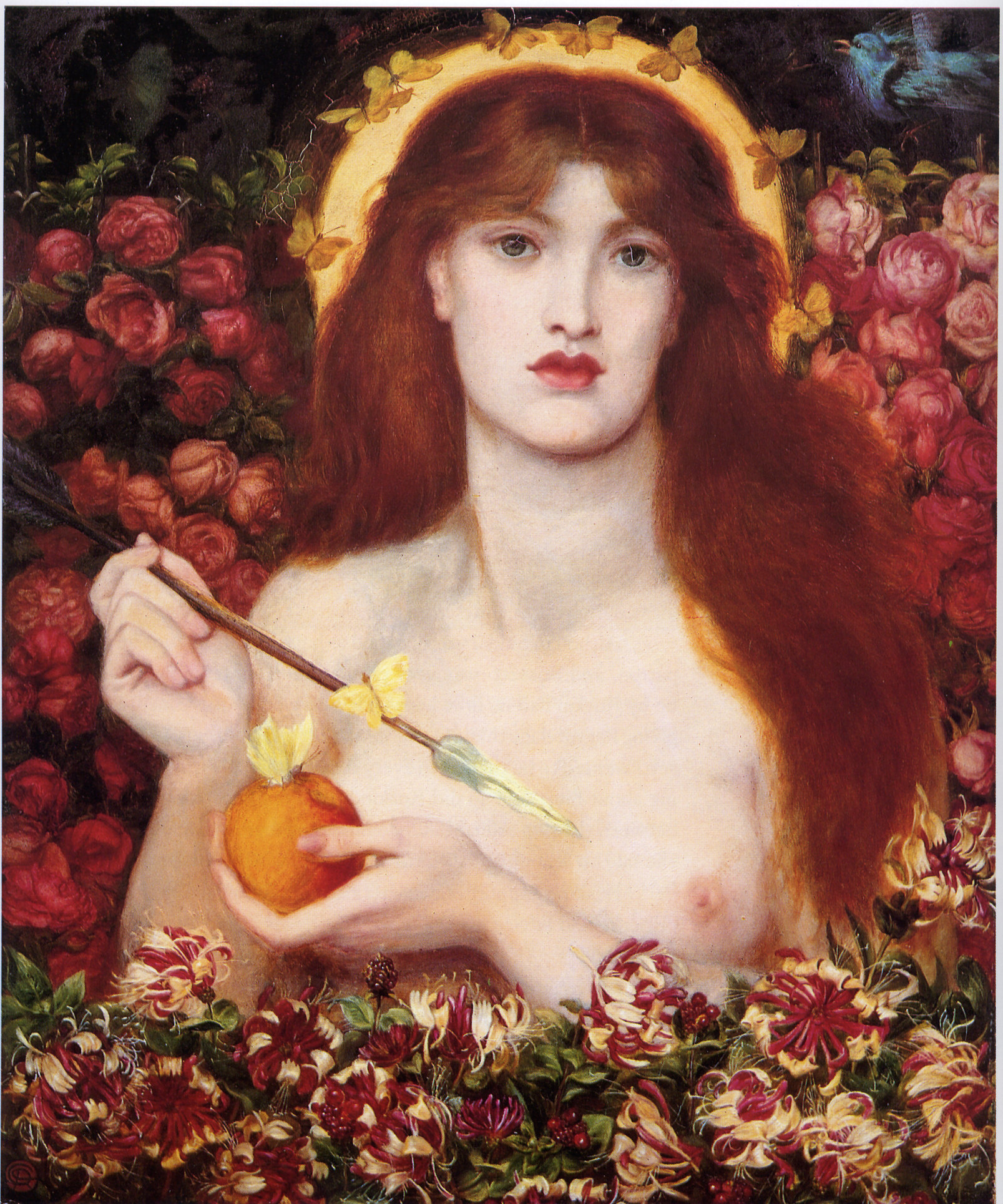
Venus Verticordia por Dante Gabriel Rossetti (1868), Russell-Cotes Art Gallery & Museum

Venus Verticordia ("la cambiadora de corazones") era uno de los epítetos de la diosa romana Venus, aludiendo a la capacidad de la diosa de cambiar los corazones de la lujuria a la castidad.
En el año 114 a. C., tres vírgenes Vestales fueron condenadas a muerte por transgredir con tres caballeros romanos la rígida ley que las obligaba a la castidad. Para expiar la ofensa, se dedicó un santuario a Venus Verticordia en la esperanza que giraría los corazones de mujeres y chicas contra el libertinaje y hacia la castidad. De ahí su nombre Verticordia, el cual significa 'cambiadora de corazones'. Bajo este título fue especialmente venerada por las mujeres casadas, y el 1 de abril la fiesta de las Veneralias era celebrada en su honor.
Según Valerio Máximo, una mujer romana llamada Sulpicia fue elegida por el voto de diez mujeres, elegidas dentro de un grupo de cien que habían sido escogidas por las mujeres de Roma para dedicar una estatua a Venus Verticordia. Sulpicia era considerada la mujer más casta de Roma, y el método de selección fue prescrito por los Libros sibilinos.
Dos leyendas fundamentales proporcionaron un marco de referencias para la percepción del culto a Venus Verticordia en la Antigüedad. En algún momento a finales del siglo tercero antes de Cristo una estatua fue dedicada a Venus Verticordia por la matrona más casta de Roma, en este caso Sulpicia, hija de Servio Sulpicio y esposa de Fulvio Flaco. Los Libros Sibilinos habían prescrito la dedicación como cura para el creciente libertinaje de las mujeres.
La esperanza era que matronas y jóvenes doncellas pasaran más fácilmente del libertinaje a la castidad. La segunda leyenda estaba conectada con la dedicación de un templo a Venus Verticordia en 114 a. C. Un caballero romano y su hija virgen regresaban a Apulia de los juegos romanos cuando la muchacha fue alcanzada y muerta por un rayo. Su túnica quedó subida hasta su cintura, su lengua sobresaliendo y las entrañas de su caballo esparcidas a su alrededor.
El significado de este terrible prodigio resultó ser que tres de las vírgenes vestales habían sido culpables de conducta impropia con varios miembros de la clase ecuestre implicados. Todos los infractores, hombres y mujeres, fueron debidamente castigados y un templo fue entonces construido a Venus Verticordia. De acuerdo con Ovidio y Valerio Máximo, el templo y la estatua que figuraban en cada respectiva historia se ofrecieron a la diosa con la esperanza de que una conducta virginal corregiría las maneras maliciosas de las mujeres y las haría castas. Esto, dijo Ovidio, era la explicación del propio título del culto: "Verticordia, Cambiadora de Corazones."
Cada historia trata un aspecto separado del culto, la dedicación de la estatua y la dedicación del templo; cada cual también trató de controlar la moralidad sexual femenina aunque mostraban implicaciones diferentes para el bienestar colectivo del Estado Romano. Había mucho más en juego en la virginidad de una Vestal que en la pudicia de un matrona. Pero las dos historias son, sin embargo, complementarias más que competidoras en la percepción del culto. Ambas se caracterizan por un nivel extraordinario de exageración: la hipérbole es una característica común de ambas. Considera por ejemplo el concepto de castidad de una matrona. Uno es casto o no casto. Las Vestales gobernaban y representaban todos los dineros de Roma y por ello estas mujeres tuvieron que someterse a un control más estricto que las demás mujeres en Roma.